# Kevin Penkin
Kevin Penkin (ur. 22 maja 1992 w Wielkiej Brytanii) – australijski kompozytor, tworzący głównie muzykę do gier komputerowych i anime. Najbardziej znany jest ze skomponowania ścieżki dźwiękowej do anime Made in Abyss, które w 2017 roku zdobyło nagrodę Crunchyroll Anime Award za najlepszą muzykę.

## Biografia
Penkin urodził się 22 maja 1992 roku w Wielkiej Brytanii, a dorastał w Perth, w Australii Zachodniej. Jego zainteresowanie muzyką z gier komputerowych zaczęło się, gdy po raz pierwszy usłyszał motyw „Phendrana Drifts” z gry Metroid Prime. W wywiadzie z 2012 roku odniósł się do elektronicznych syntezatorów i instrumentów akustycznych występujących w utworze, które opisał jako „absolutną błogość”.
Kariera Penkina rozpoczęła się od skomponowania muzyki do filmów krótkometrażowych Play Lunch oraz The Adventures of Chipman and Biscuit Boy z 2011 roku. W tym samym roku stworzył ścieżkę dźwiękową do gry komputerowej Jūzaengi: Engetsu Sangokuden. Była to jego pierwsza współpraca z Nobuo Uematsu, którą kontynuowali, pracując wspólnie przy Norn9 i Defender’s Quest II: Mists of Ruin.
W 2013 roku Penkin uzyskał tytuł licencjata w dziedzinie muzyki na Western Australian Academy of Performing Arts uniwersytetu Edith Cowan ze specjalizacją w zakresie kompozycji i technologii muzycznej. Dwa lata później ukończył Royal College of Music ze stopniem magistra kompozycji.
W 2016 roku współpracował ze studiem Kinema Citrus przy ścieżkach dźwiękowych do anime Norn9 oraz OVA Under the Dog. W kolejnym roku kontynuował współpracę ze studiem, komponując ścieżkę dźwiękową do Made in Abyss, która zdobyła nagrodę Crunchyroll Anime Award za najlepszą muzykę. W 2018 roku Penkin stworzył ścieżkę dźwiękową do gry wideo Florence, a rok później skomponował muzykę do anime Tate no yūsha no nariagari oraz gry VR Nostos. Penkin pracował także z artystą Takashim Murakamim nad sequelem filmu Mememe no kurage, ale projekt został anulowany z powodu pandemii COVID-19.
Penkin przez pewien czas mieszkał w Wielkiej Brytanii, jednakże w 2019 roku przeprowadził się do Melbourne w Australii.

## Twórczość

### Gry komputerowe
| Rok  | Tytuł                                     | Uwagi                                                                                   | Przypisy      |
| ---- | ----------------------------------------- | --------------------------------------------------------------------------------------- | ------------- |
| 2011 | Jūzaengi: Engetsu Sangokuden              | We współpracy z Nobuo Uematsu                                                           | [ 3 ] [ 11 ]  |
| 2012 | Defender’s Quest: Valley of the Forgotten |                                                                                         | [ 11 ]        |
| 2013 | Norn9                                     | We współpracy z Nobuo Uematsu                                                           | [ 11 ]        |
| 2013 | Deemo                                     | Skomponowano utwór „I Race the Dawn”                                                    | [ 11 ]        |
| 2013 | Leviathan: The Last Defense               |                                                                                         | [ 11 ]        |
| 2014 | Project Phoenix                           |                                                                                         | [ 11 ]        |
| 2015 | Implosion: Never Lose Hope                |                                                                                         | [ 11 ]        |
| 2017 | Kieru                                     |                                                                                         | [ 6 ] [ 11 ]  |
| 2018 | Florence                                  | Nominacja podczas 15. ceremonii wręczenia nagród British Academy Games Awards za muzykę | [ 7 ] [ 11 ]  |
| 2018 | This Is the Police 2                      | We współpracy z Benem Matthews’em                                                       | [ 11 ]        |
| 2019 | Nostos                                    |                                                                                         | [ 8 ] [ 11 ]  |
| 2019 | Rebel Cops                                | We współpracy z Benem Matthews’em                                                       | [ 11 ]        |
| 2020 | Necrobarista                              |                                                                                         | [ 12 ] [ 13 ] |
| 2021 | Grow: Song of the Evertree                |                                                                                         | [ 14 ]        |
| 2021 | Arknights                                 | Skomponowano utwór „Heal the World”                                                     | [ 15 ]        |
| 2022 | Sin Chronicle                             | We współpracy z innymi artystami                                                        | [ 16 ]        |
| –    | Defender's Quest II: Mists of Ruin        |                                                                                         | [ 17 ]        |
| –    | Renaine                                   | We współpracy z innymi artystami                                                        | [ 18 ]        |

### Anime
| Rok  | Tytuł                                              | Uwagi                                                                            | Przypisy      |
| ---- | -------------------------------------------------- | -------------------------------------------------------------------------------- | ------------- |
| 2016 | Under the Dog                                      |                                                                                  | [ 6 ] [ 11 ]  |
| 2016 | Norn9                                              |                                                                                  | [ 6 ] [ 11 ]  |
| 2017 | Made in Abyss                                      | Otrzymano nagrodę za najlepszą muzykę podczas 2. edycji Crunchyroll Anime Awards | [ 6 ] [ 11 ]  |
| 2019 | Tate no yūsha no nariagari                         | Nominacja podczas 4. edycji Crunchyroll Anime Award za najlepszą muzykę          | [ 19 ] [ 11 ] |
| 2020 | Gekijōban Made in Abyss: Fukaki tamashii no reimei | Sequel Made in Abyss                                                             | [ 11 ]        |
| 2020 | Tower of God                                       | Otrzymano nagrodę za najlepszą muzykę podczas 5. edycji Crunchyroll Anime Awards | [ 11 ]        |
| 2021 | Eden                                               |                                                                                  | [ 20 ]        |
| 2021 | Gwiezdne wojny: Wizje                              | Odcinek: „Oblubienica”                                                           | [ 21 ]        |
| 2022 | Tate no yūsha no nariagari 2                       |                                                                                  | [ 22 ]        |
| 2022 | Made in Abyss: Retsujitsu no ōgonkyou              | Sequel Gekijōban Made in Abyss: Fukaki tamashii no reimei                        | [ 23 ]        |
| 2022 | Legend of Mana: The Teardrop Crystal               | Skomponowano motyw otwierający „Tear of Will”                                    | [ 24 ]        |
| 2023 | Zapiski zielarki                                   | We współpracy z Satoru Kōsakim i Alisą Okehazamą                                 | [ 25 ]        |
| 2023 | Tate no yūsha no nariagari 3                       |                                                                                  | [ 26 ]        |
| 2024 | Bye Bye, Earth                                     |                                                                                  | [ 27 ]        |
| 2024 | Ōkami to kōshinryō: Merchant Meets the Wise Wolf   |                                                                                  | [ 28 ]        |